# Ruydar
Rūydar (farsi رویدر) è una città dello shahrestān di Khamir, circoscrizione di Ruydar, nella provincia di Hormozgan. Aveva, nel 2006, una popolazione di 5.470 abitanti.